# Estrela de mercúrio-manganês
Uma estrela de mercúrio-manganês é um tipo de estrela peculiar que apresenta uma raia espectral a 398.4 nm, devido à absorção de mercúrio ionizado.  Essas estrelas são de tipo espectral B8 ou B9, possuindo duas características distintas:
- Um excesso atmosférico de elementos como fósforo, manganês, gálio, estrôncio, ítrio, zircônio, platina e mercúrio
- Ausência de um campo magnético forte.

A rotação dessas estrelas é relativamente devagar, e consequentemente, suas atmosferas costumam ser relativamente calmas. Alguns tipos de átomos "submergem" sob a força da gravidade, enquanto outros são empurrados para o exterior da estrela pela pressão de radiação, compondo uma atmosfera não-homogênea.
A seguinte tabela inclui as estrelas mais brilhantes desse grupo.
| Nome         | Designação de Bayer ou Flamsteed | Tipo espectral | Magnitude visual aparente |
| ------------ | -------------------------------- | -------------- | ------------------------- |
| Alpheratz    | α Andromedae                     | B8IVmnp        | 2.06                      |
| Gienah Corvi | γ Corvi                          | B8III          | 2.59                      |
| Maia         | 20 Tauri                         | B8III          | 3.87                      |
|              | χ Lupi                           | B9IV           | 3.96                      |
| Muliphein    | γ Canis Majoris                  | B8II           | 4.10                      |
|              | φ Herculis                       | B9mnp          | 4.23                      |
|              | π¹ Bootis                        | B9p            | 4.91                      |
|              | ι Coronae Borealis               | A0p            | 4.98                      |
|              | κ Cancri A                       | B8IIImnp       | 5.24                      |
| Dabih Minor  | β Capricorni B                   | B9.5III/IV     | 6.10                      |